# 為了與你相遇 (電影)
《為了與你相遇》（英語：A Dog's Purpose）是一部於2017年上映的美國溫馨劇情電影，由萊思·霍斯壯執導，W·布魯斯·卡梅隆、凱薩琳·米切恩、奧黛麗·威爾斯、瑪雅·佛布斯及華利·沃洛達斯基共同編劇，劇情改編自由卡梅隆所著的2010年《同名小說》。主演包含布麗特妮·羅伯森、K·J·阿帕、茱麗葉·瑞蘭斯、約翰·歐提茲、柯比·豪威爾·巴佩提斯、佩姬·利普頓、丹尼斯·奎德與喬許·蓋德等人。
電影於2017年1月27日由環球影業在美國發行，並收穫影評人的混合評價，電影亦因為在拍攝過程將一隻雄性德國牧羊犬拖入急流中，造成動物保護問題的爭議。台灣則在2017年2月24日上映。中國大陸在2017年3月3日上映。續集《狗狗的旅程》於2019年5月17日由環球影業在美國發行。

## 劇情
1950年代，一只野犬幼犬在思索生命意义时，遭捕犬员捕获并被送往动物收容所，数周后被施以安乐死。
该犬于1961年转世为一只黄金猎犬。牠从一家幼犬繁殖场逃出后，被两名计划将其出售的清洁工带走并锁在小卡车内。因车内高温，牠濒临中暑死亡，后被一位母亲和她八岁的儿子伊森·蒙哥马利（Ethan Montgomery）打破车窗救出。他们收养了牠，并取名为贝利（Bailey）（喬許·蓋德 配音）。贝利与伊森迅速建立起深厚的感情，尤其是在伊森祖父母的农场度过夏天之后，贝利自此将陪伴伊森视为其生命目的。
数年后，伊森的父亲因事业不顺开始酗酒。1969年，伊森与贝利在园游会上结识了汉娜（Hannah），两人迅速发展为情侣关系，并共同度过了高中的最后一年。他们计划申请同一所大学，伊森有望获得橄榄球奖学金，汉娜则拥有学术奖学金。某晚，伊森酒醉的父亲对其母亲与他进行家暴，伊森遂将其逐出家门。
1971年，伊森在一场有球探观赛的橄榄球赛后，获得了密歇根州立大学的全额奖学金。当晚，其心怀怨恨的同学托德（Todd）向伊森家中投掷点燃的鞭炮引发火灾。贝利唤醒伊森，伊森先将母亲与贝利从二楼窗口送至安全地带，但在自己跳下时不幸摔断腿，导致其运动生涯终结，并失去了奖学金。贝利随后攻击了托德，警方因从托德口袋中掉落的鞭炮而将其逮捕。伊森因伤被迫进入一所农业学校，为接管家族农场做准备。情绪低落的伊森在前往大学前与汉娜分手，贝利则由伊森的祖父母照料。多年后，贝利衰老，伊森回到农场与牠告别。
贝利随后转世为一只雌性德国牧羊犬，名为艾莉（Ellie），生活于1970年代末至1980年代初，并保留了前世的全部记忆。牠成为芝加哥警察局警官卡洛斯·鲁伊斯（Carlos Ruiz）的警犬搭档，致力于执行“搜寻”与“发现”任务，并将其视为新的生命目标。牠们建立了深厚的搭档关系。在一次行动中，艾莉成功营救了一名被其母亲前男友绑架并险些溺死的女孩，但在保护卡洛斯的过程中被绑匪开枪击中，因公殉职。
在1980年代中期，贝利再次转世为一只雄性柯基犬，被亚特兰大的女大学生玛雅（Maya）收养，取名提诺（Tino）。提诺努力为孤独的玛雅带来快乐。其后，玛雅因提诺与同学阿尔（Al）的雌性兰西尔犬罗茜（Roxy）之间的情谊而与阿尔相识、相爱并结婚，育有三名子女。某日，罗茜被送往兽医院后未再归来，令提诺感到心碎。在提诺年老去世时，牠对玛雅给予牠的美好生活表示感激。
贝利于2014年再次转世，成为一只圣伯纳与澳大利亚牧羊犬的混种犬。牠最初被一名叫温迪（Wendi）的女子收养，取名华夫（Waffles）。然而，温迪的丈夫对牠疏于照顾且不允许其入室，数年后将其遗弃。华夫凭借记忆流浪，最终回到了牠作为贝利时曾度过夏日的地区，并与已年届六旬的主人伊森重逢。伊森起初未能认出牠，将其送往动物收容所，但随后又领养了牠，并取名为巴迪（Buddy）。
巴迪认为自己已找到最终使命，便促成伊森与已是寡妇的汉娜重逢并结婚。巴迪通过重现只有他们彼此知晓的技巧与“老大狗”（boss dog）等特定指令，证明了自己就是伊森童年的爱犬贝利。伊森找到了贝利陈旧生锈的项圈，重新为牠戴上，主仆二人恢复了往日的亲密互动。在影片结尾，贝利的旁白总结道，生命的意义在于享受乐趣、拯救他人、寻找伴侣，不为过往与未来忧虑，而是活在当下。

## 演員
| 演員                 | 角色                           |
| 丹尼斯·奎德          | 伊森（成人）                   |
| K·J·阿帕             | 年輕時的伊森                   |
| 茱麗葉·瑞蘭斯        | 伊莉莎白，伊森的母親           |
| 布麗特妮·羅伯森      | 年輕時的漢娜                   |
| 佩姬·利普頓          | 漢娜（成人）                   |
| 約翰·歐提茲          | 卡洛斯                         |
| 柯比·豪威爾·巴佩提斯 | 瑪雅                           |
| 喬許·蓋德            | 貝利、巴迪、提諾和艾莉（配音） |
| 普奇·豪爾            | 艾爾                           |
| 羅根·米勒            | 托德                           |

## 製作
2015年，夢工廠收購了卡梅隆小說的改編電影版權。2015年5月8日，宣布萊思·霍斯壯將執導該片。8月5日，布麗特妮·羅伯森和丹尼斯·奎德加盟劇組。9月18日，普奇·豪爾將出演於電影中。10月15日，布萊德利·庫柏加盟該片並為狗內心的聲音配音。他最終被喬許·蓋德所取代。主體拍攝始於8月17日。

## 發行
《為了與你相遇》於2017年1月27日由環球影業在美國發行。

### 評價
電影收穫了普遍影評人的混合評價。根據爛蕃茄上收集的146篇專業影評文章，其中50篇給出了「新鮮」的正面評價，「新鮮度」為34%，平均得分4.81分（滿分10分），而基於另一影評網站Metacritic上的28篇評論文章，其中5篇予以好評，9篇差評，14篇褒貶不一，平均分為43（滿分100）。據CinemaScore調查，觀眾的平均評價於A+至F間落於「A」。

### 票房
截至2017年2月21日，《為了與你相遇》在美國及加拿大共進帳5,320萬美元，其他地區1,390萬美元，全球總計6,710萬美元，而其製片預算為2,200萬美元。在美國，《為了與你相遇》與《惡靈古堡6：最終章》及《金爆內幕》共同競爭，預計能在其首映週於3,050家劇院中進帳1,800萬至2,200萬美元。該片於星期四的午夜場收穫466,000美元，首映當天530萬美元。美國首週末票房為1,820萬美元，排名當週第二，位居上映兩週的《分裂》之後。隔週，票房收入下跌40.6%，收穫1,080萬美元排名第三。
| 上一届： 《分裂》 | 2017年台北週末票房冠軍 第8週 | 下一届： 《羅根》 |

## 書籍
| 出版日期 | 書名             | 作者            | 譯者   | 出版社 | ISBN               |
| -------- | ---------------- | --------------- | ------ | ------ | ------------------ |
| 2012年   | 《為了與你相遇》 | W·布魯斯·卡梅隆 | 林雨蒨 | 圓神   | ISBN 9789861333991 |

## 外部連結
- 官方网站
- 互联网电影数据库（IMDb）上《為了與你相遇》的资料（英文）
- 爛番茄上《為了與你相遇》的資料（英文）
- Metacritic上《為了與你相遇》的資料（英文）
- Box Office Mojo上《為了與你相遇》的資料（英文）
- AllMovie上《為了與你相遇》的资料（英文）
- 開眼電影網上《為了與你相遇》的資料（繁體中文）
- 时光网上《為了與你相遇》的資料（简体中文）
- 豆瓣电影上《為了與你相遇》的資料 （简体中文）